# Skelmorlie Aisle

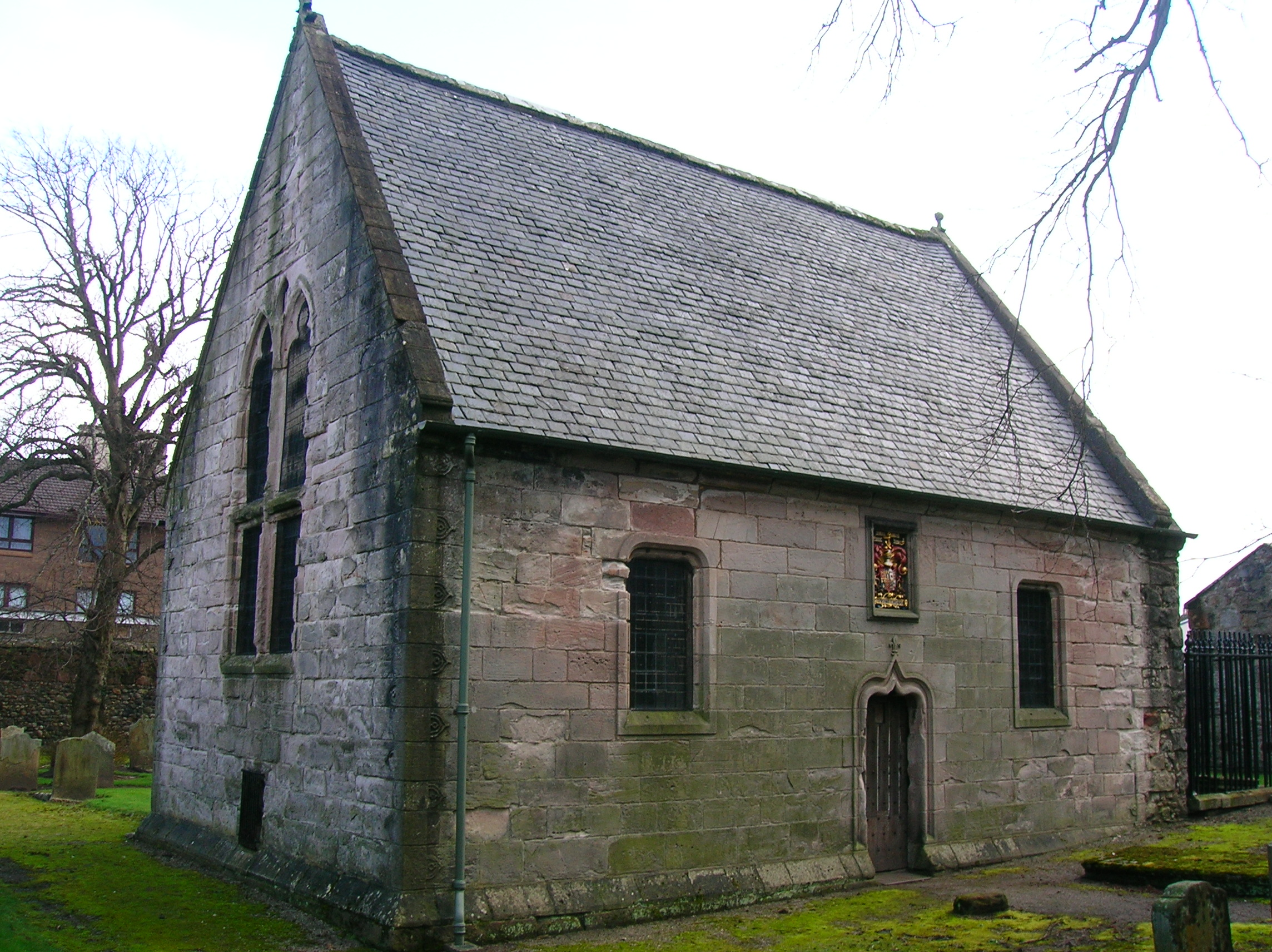
Skelmorlie Aisle

Skelmorlie Aisle ist ein Mausoleum in der schottischen Stadt Largs in der Council Area North Ayrshire. 1971 wurde das Bauwerk in die schottischen Denkmallisten in der höchsten Denkmalkategorie A aufgenommen. Mit dem Brisbane Aisle befindet sich ein weiteres denkmalgeschütztes Mausoleum in unmittelbarer Umgebung.

## Beschreibung
Das Bauwerk befindet sich im Zentrum des alten Friedhofs von Largs. Bei dem aus dem Jahre 1636 stammenden Gebäude handelte es sich ehemals um ein Segment des Querhauses einer dem Heiligen Columban von Iona geweihten Kirche, die jedoch 1802 abgerissen wurde. Einzig dieser Gebäudeteil blieb erhalten. An der Südmauer ist noch der heute verschlossene Spitzbogen zu erkennen, der einst den Durchgang in die Vierung bildete. Das längliche Bauwerk besteht aus Steinquadern, die zu einem Schichtmauerwerk verbaut wurden. Der Eingang befindet sich an der Westseite. Zwei gleichartige Fenster, wie sie auch in der gegenüberliegenden Ostseite auftreten, flankieren ihn. Darüber ist eine rechteckige verzierte Tafel mit christlichen Motiven eingelassen. An der Nordseite ist hingegen ein Maßwerk aus Spitzbogenfenstern verbaut. Das Gebäude schließt mit einem schiefergedeckten Satteldach.